# Entephria lacteofasciata
Entephria lacteofasciata är en fjärilsart som beskrevs av Lange 1921. Entephria lacteofasciata ingår i släktet Entephria och familjen mätare. Inga underarter finns listade i Catalogue of Life.